# Centre international du vitrail
Pour les articles homonymes, voir CIV.
Le Centre international du vitrail (CIV) est un établissement culturel à Chartres créé sur l'initiative de Pierre Firmin-Didot et inauguré en 1980 en présence de Valéry Giscard d'Estaing.

## Présentation

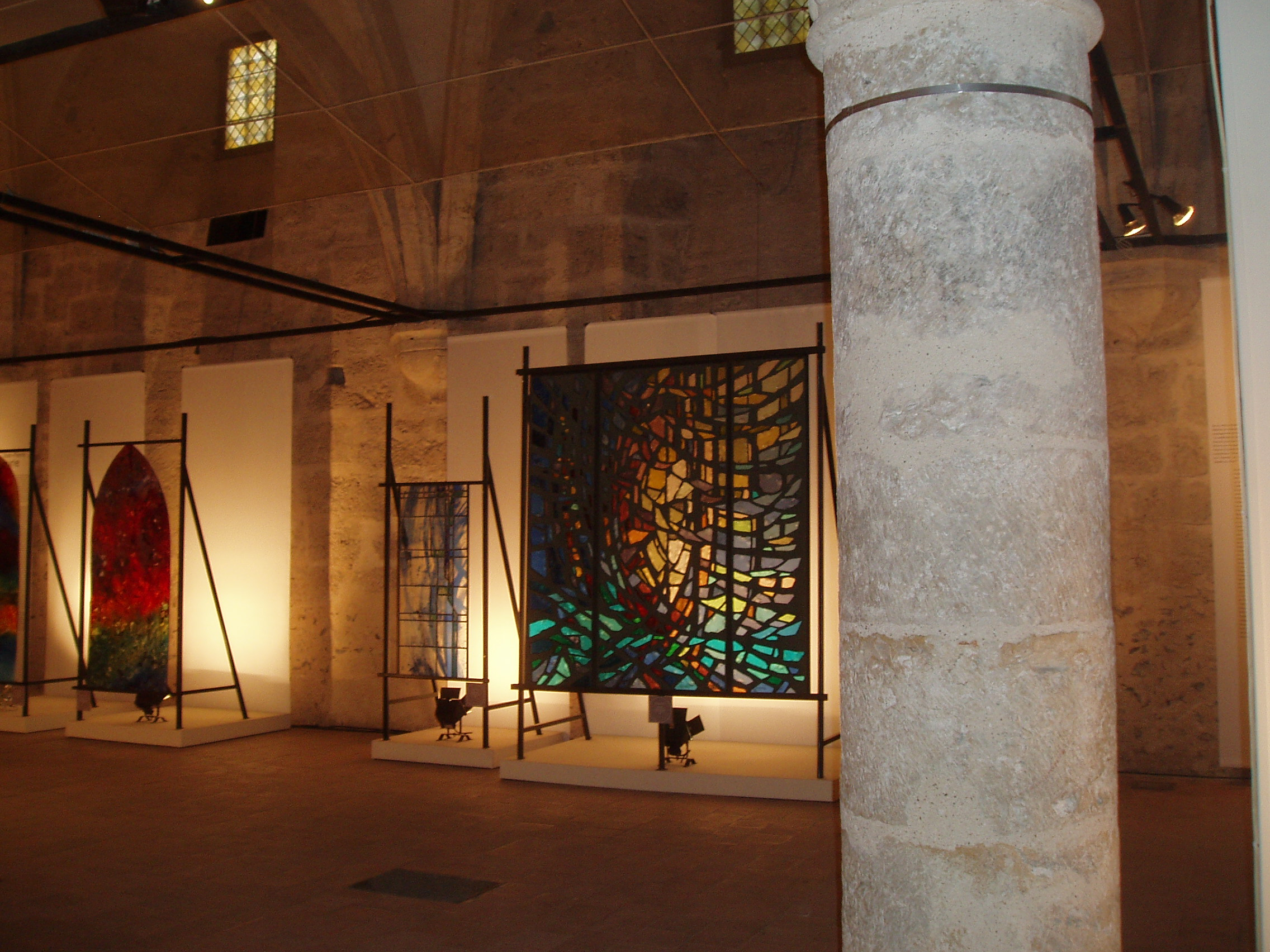
Le cellier de Loëns.

Installé dans l'enclos de Loëns, le CIV regroupe un musée, un centre de formation professionnelle et une école du vitrail et du patrimoine. Ses statuts relèvent de l'association loi de 1901, créée pour faire connaître le vitrail contemporain.
Le musée du Centre international du vitrail reçoit plus de 40 000 visiteurs par an.
Il publie des actes de colloques et les catalogues d'exposition.
Il est doté d'une collection de 70 vitraux authentiques datant de la Renaissance.